# Joachim Suerbaum
Joachim Suerbaum (* 1965 in Münster) ist ein deutscher Rechtswissenschaftler und Hochschullehrer an der Julius-Maximilians-Universität Würzburg.

## Leben
Suerbaum studierte Rechtswissenschaften und Anglistik an der Universität Bochum. Nach seinem Ersten Juristischen Staatsexamen arbeitete er dort als wissenschaftlicher Mitarbeiter. Nach dem anschließenden Referendariat und dem Zweiten Staatsexamen in Nordrhein-Westfalen wurde Suerbaum 1997 an der Universität Bochum zum Dr. iur. promoviert. Anschließend arbeitete er als wissenschaftlicher Assistent von Rolf Grawert in Bochum, wo Suerbaum sich 2002 mit der bislang unveröffentlichten Schrift Staatsaufsicht unter dem Grundgesetz habilitierte und die Venia legendi für die Fächer Öffentliches Recht einschließlich Europarecht erteilt bekam.
Nach zwei Gastdozenturen in Ungarn 2002 und 2004 nahm Suerbaum 2004 einen Ruf der Universität Würzburg an, wo er seitdem den Lehrstuhl für Öffentliches Recht, insbesondere Verwaltungsrecht, innehat. Seit 1991 ist er zudem nebenamtlich Dozent an der Verwaltungs- und Wirtschaftsakademie Westfalen-Ruhr. Er ist außerdem unter anderem Mitglied der Vereinigung der Deutschen Staatsrechtslehrer, des Bundesverbandes Deutscher Stiftungen und des Bayerischen Landesausschusses für Stiftungswesen.

## Werke (Auswahl)
Suerbaums Forschungs- und Publikationsschwerpunkt liegt vor allem im Staats- und Verwaltungsrecht, dem Kommunalrecht dem Europäischen Recht und dem öffentlichen Stiftungsrecht.
- Die Kompetenzverteilung beim Verwaltungsvollzug des Europäischen Gemeinschaftsrechts in Deutschland. Duncker & Humblot, Berlin 1998, ISBN 3-428-09157-4 (Dissertation).
- mit Bernd Andrick: Stiftung und Aufsicht. Dogmatik, Stiftungspraxis, Reformbestrebungen. C. H. Beck, München 2001, ISBN 3-406-47924-3.
- mit Christoph Brüning: Examensfälle zum Öffentlichen Recht. C. H. Beck, München 2005, ISBN 3-406-51337-9.
- mit Martin Schulte, Christoph Stumpf und Rudolf Pauli (Hrsg.): Stiftungsrecht: StiftR - BGB-Stiftungsrecht, Landesstiftungsgesetze, Stiftungssteuerrecht - Kommentar. 2. Auflage. C. H. Beck, München 2015, ISBN 978-3-406-66576-9.